# 青空散歩。
『青空散歩。』（あおぞらさんぽ。）は、2008年9月27日発売の小池徹平の3rd写真集。ワニブックスからの出版（1stおよび2nd写真集は主婦と生活社からの出版になっている。）である。

## 概要
- 撮影Sai、定価2000円（本体1905円）、ISBN 978-4-8470-4126-6
- 付録として、特製両面ミニポスターが封入されている。

## イベント
発売により、以下のようなイベントが実施された。

### 握手会
- 2008年9月27日に大阪府堺市の福家書店・アリオ鳳店で、2008年9月28日には銀座の福家書店・銀座店で開催された。アリオ鳳店で行われた握手会では、会場が混雑・騒然とし、予定していた時間よりも30分ほど遅れての開始となり、約4500人と握手をした。また、銀座店では自身のもつ集客記録を塗り替える10556人と握手をした。
- 2008年12月29日に日本テレビ系列で放送された「クラッシュ!～ランキングゲームで今年を振り返れ!～」内で、銀座店での握手会が、2008年で最も多くの行列を作ったことが紹介された。

### 「直筆サイン」企画
全国の書店などで販売される初版分の中で、100冊のみ小池の直筆サインが書かれた写真集が含まれている。なお、これは開封して初めてわかるようになっている。